# Mahmud I của Đại Seljuk
Nasir ad-Din Mahmud I là hoàng đế (sultan) của Đế quốc Seljuk từ năm 1092 đến 1094. Ông kế nhiệm vua cha Malik Shah I làm Sultan, nhưng ông không thể kiểm soát được đế quốc mà Malik Shah và Alp Arslan xây dựng nên.
Turkan Khatun, vợ bé của Malik Shah, dùng mọi cách để giúp đứa con 4 tuổi Mahmud làm thái tử, đứa bé được tuyên bố làm Sultan ở Bagdad.
Người con trai lớn của Malik Shah, Barkyaruk cũng tự xưng làm sultan. Quân đội của hai kẻ tranh ngôi chạm trán nhau ở Barudjird, gần Hamadan. Quân của Barkyaruk dành thắng lợi và chiếm được kinh đô Esfahan. Sau sự việc này, ấu chúa Mahmud và mẫu hậu bị tể tướng Nizam al-Mulk sát hại.
Sau cái chết của Malik Shah I, nhiều tiểu quốc xuất hiện làm phân rã Đại Seljuk. Ở Anatolia, Malik Shah I được kế nhiệm bởi Kilij Arslan I, người đã chạy trốn khỏi Isfahan; và bởi chú của Mahmud Tutush I ở Syria. Các tổng trấn khác ở Aleppo và Diyabakir cũng tuyên bố độc lập. Mối bất hoà giữa các nhà nước Seljuk là một trong nguyên nhân chính dẫn đến thành công ngoài mong đợi của cuộc thập tự chinh thứ nhất, diễn ra chỉ sau một thời gian ngắn vào năm 1096.